# R.L.M. Synge
R.L.M. Synge, właśc. Richard Laurence Millington Synge (ur. 28 października 1914, w Liverpoolu, zm. 18 sierpnia 1994 w Norwich), brytyjski biochemik. W 1952 wraz z Archerem Martinem otrzymał nagrodę Nobla w dziedzinie chemii za opracowanie metody chromatograficznego rozdziału aminokwasów.